# The Hippy Boys
The Hippy Boys waren eine jamaikanische Instrumentalband, die vornehmlich als Begleit- und Studioband wirkte. Lee Perry machte sie im Herbst 1969 zur zweiten Besetzung seiner Studioband The Upsetters. Bob Marley engagierte die Hippy Boys zu Beginn der 1970er Jahre als feste Begleitmusiker in seiner Band The Wailers.

## Geschichte

### Entstehung
Die Hippy Boys gingen aus den Begleitmusikern der Gesangsgruppe The Gaylads hervor, als sich deren Sänger Winston „Delano“ Stewart für eine Solokarriere entschied. Fortan begleiteten einige Musiker den Sänger Max Romeo als „Maxie’s Group“. Bald stießen der Bassist Aston Barrett und sein jüngerer Bruder Carlton Barrett am Schlagzeug dazu. Es folgten der Gitarrist Alva Lewis und der Organist und Arrangeur Glen Adams, der zuvor Mitglied der Pioneers und der Heptones gewesen war. Kern der Band war die Rhythmusgruppe um die beiden Barrett-Brüder, Lewis und Adams traten auch als „The Reggae Boys“ in Erscheinung.
Die Hippy Boys arbeiteten anfangs als Sessionmusiker für die Musikproduzenten Sonia Pottinger und Bunny Lee, für den sie als Bunny Lee All Stars firmierten. Sie begleiteten Max Romeo auf seinem ersten Charthit Wet Dream, der trotz (oder gerade wegen) eines BBC-Verbots aufgrund anstößiger Sprache die britischen Charts eroberte (Platz 10 UK-Single-Charts). Ein weiterer früher Erfolg mit den Hippie Boys war das Reggae-Instrumental The Liquidator der Harry J Allstars (Platz 9 UK-Single-Charts). Auch mit dem Sänger und Keyboarder Lloyd Charmers nahmen sie mehrere Platten auf. Aufgrund ihres originellen Sounds, der sich an US-amerikanischen Vorbildern der Soul- und Funk-Musik wie Steve Cropper, King Curtis und The Meters orientierte, empfahl Bunny Lee die Hippy Boys an den Produzentenkollegen Lee „Scratch“ Perry weiter.

### Hippy Boys als Upsetters
Lee Perry hatte sich selbständig gemacht und Upsetter Records gegründet. Seine Studioband, die eigentlich aus Mitgliedern der Band des Pianisten Gladstone Anderson, den Gladdy’s All Stars, bestand, nannte er The Upsetters, und sich selbst nannte er „The Upsetter“. Darüber hinaus machte Perry aber auch Aufnahmen mit anderen Musikern, die er ebenfalls als „The Upsetters“ labelte. Der erste Titel, den Lee Perry mit den jungen Hippy Boys aufnahm, war Medical Operation. Das Instrumentalstück basierte auf dem Groove Sophisticated Sissy von Fats Dominos ehemaliger Begleitband The Meters. Mit ihrer Komposition Selassie bekannten sich Max Romeo und die Hippy Boys zum Rastafarianismus und zu Haile Selassie. Selassie erschien auf dem Upsetter-Album Clint Eastwood (1970), zusammen mit der Version Rightful Ruler, mit einer auf Amharisch gesprochenen Einleitung von Peter Tosh sowie einem Toasting von U-Roy mit christlicher Botschaft (Psalm 1). Durch die Verwendung in einem britischen Werbefilm für Cadbury’s-Schokolade (Regie: Terry Gilliam) bekam die Single Return of Django viel Aufmerksamkeit und kletterte im Oktober 1969 in die britischen Top 10 (Platz 5 UK-Single-Charts). Am 23. Oktober war der frische Reggae-Beat in der Sendung Top of the Pops zu hören. Daraufhin organisierte der Vertriebspartner Trojan Records im November 1969 eine sechswöchige Upsetter-Tour durch England. Im Januar 1970 brachte Trojan das Album Return of Django heraus, gefolgt von der auf Pama Records veröffentlichten Kompilation Clint Eastwood. In London war ohne Perrys Beteiligung das Instrumentalalbum The Good, The Bad and The Upsetters aufgenommen worden, es wurde im August 1970 auf Trojan veröffentlicht. Mit Many Moods of the Upsetter (Pama) erschien 1970 ein viertes Album.

### Hippy Boys als Wailers
Als Bob Marley aus den USA zurückkehrte, kontaktierte er Perry, um mit ihm Songs im neuen Reggae-Style aufzunehmen. My Cup (eine Coverversion der James-Brown-Ballade I Guess I’ll Have to Cry, Cry, Cry) war die erste Aufnahme, die Marley und die Wailers zusammen mit Perry und den Hippy Boys aufnahmen. Es entstanden weitere Aufnahmen wie Duppy Conqueror, Keep on Moving und Small Axe sowie die Alben Soul Rebels (1970) und Soul Revolution Part II (1971). Eine Auswahl der Aufnahmen erschien im Juli 1973 auf der Kompilation African Herbsman. Marley unterschrieb 1973 beim britischen Label Island Records und ließ sich nun von Chris Blackwell produzieren; die Rhythmusgruppe der Hippy Boys nahm er mit. Als Peter Tosh und Bunny Wailer 1974 die Wailers verließen, verblieben die Barrett-Brüder bis zu Marleys Tod als feste Mitglieder der Wailers-Band. Perry führte sein Upsetter-Projekt ab 1974 im neu errichteten Black Ark Studio und mit neuen Musikern, darunter Boris Gardiner und Sly Dunbar, fort.

## Diskografie

### Singles
- 1967: Seven Heaven (Gay Feet)
- 1968: mit Max Romeo: Wet Dream (Pama Records)
- 1969: als Harry J Allstars: Liquidator (Trojan Records)
- 1969: Picadilly Hop / Nigeria (aka Mad Movie) (Gay Feet)
- 1971: mit Delroy & Dennis: It Must Come / The Hippy Boys: Good, Better, Best (Smash Jamaica)

### Alben
- 1969: Reggae with The Hippy Boys (High Note Records)
- 1969: House in Session von Lloyd Charmers & The Hippy Boys (Pama)

als Upsetters
- 1969: Return of Django (Trojan)
- 1970: The Good, the Bad and the Upsetters (UK-Version) (Trojan; Produzenten: Bruce White & Tony Cousins)
- 1970: Clint Eastwood (Pama)
- 1970: Many Moods of the Upsetters (Pama)

als Wailers
- 1970: Soul Rebels (Trojan)
- 1971: Soul Revolution Part II (Upsetter Records)
- 1973: African Herbsman (Trojan)